# Thermus aquaticus
Thermus aquaticus je aerobní gramnegativní bakterie z kmene Deinococcus-Thermus. Z metabolického hlediska se řadí mezi heterotrofy a navíc, protože je odolná k vysokým teplotám, označuje se také jako termofilní. Byla objevena ve vřídlech v Yellowstonském národním parku.
Z této bakterie bylo izolováno množství různých termostabilních enzymů používaných ve výzkumu. Velmi známá je její tzv. Taq polymeráza (její DNA polymeráza, tedy bakteriálního typu), která se užívá v metodě známé jako PCR. Mimoto z této bakterie také pochází ribozomy, které byly podrobeny rentgenové krystalografii, čímž byla poprvé zjištěna prostorová struktura 70S ribozomů.

## Výskyt
Thermus aquaticus se vyskytuje ve vodě a v půdě v hypertermálním prostředí. Prvně byl izolován Thomasem D. Brockem v 60. letech minulého století z horkého pramene v Yellowstoneském národním parku v Kalifornii v U. S. A. Izolován byl i z umělého prostředí, z horké kohoutkové vody, v oblastech vzdálených od přírodních pramenů. Před tímto objevem mikrobiologové kultivovali mikrobiologové termofilní mikroorganismy při 55 °C, vyšší teploty byly nemyslitelné a mělo se za to, že organismy více nepřežijí. Ale Thomas Brock si uvědomil, že jím studované mikroorganismy budou potřebovat vyšší teploty, podobné těm v horkých pramenech, tedy v přirozeném prostředí. Díky této změně teploty byl schopen kultivovat i Thermus aquaticus.

## Charakteristika
Thermus aquaticus je gramnegativní termofilní bakterie. Je nesporolující a nepohyblivá. Tato bakterie má tvar tyčinky. Její délka je až 10 µm, průměr asi 0,5 až 0,8 µm. V nepříznivých podmínkách, při suboptimální teplotě, tvoří dlouhá vlákna o délce až 200 µm. Tyčinky se vyskytují jednotlivě, ale za určitých podmínek i v agregátech, kdy bakterie utvoří tělíska kulovitého tvaru. Tělíska se vyskytují v nemíchaných kulturách ve stacionární fázi nebo na pevném médiu po dlouhé inkubační době. Vzhled kolonií, které bakterie tvoří na pevném médiu, velmi závisí na kultivačních podmínkách. Jsou koherentní, hladké i drsné.
Teplotní optimum se nachází okolo 70 °C, maximum kolem 79 °C a minimum kolem 40 °C. Generační doba za optimálních podmínek je 50 min. Odolnost proti vysokým teplotám zajišťuje, kromě jiného, vysoký obsah GC párů v DNA, který činí přes 65 %. U druhů Thermus thermophilus se obsah blíží 70 %. Optimální pH je mezi hodnotami 7,5 a 7,8.
Thermus aquaticus je poměrně citlivý na antibiotika, růst je inhibován už při nízkých koncentracích (10 µl/ml) streptomycinu, penicilinu, chloramfenikolu a dalších.
Produkuje žlutooranžové pigmenty, které způsobují zabarvení horkých vřídel a jezer. Díky tomuto zabarvení si údajně jezer všiml i Thomas Brock, kterému barevnost připomínala barvy z jeho laboratoře. Tyto pigmenty patří do skupiny karotenoidů a tvoří až 60 % všech membránových lipidů. Většina jich je velmi polárních. Dalších 30 % lipidů membrány tvoří fosfolipidy. V membráně se vyskytuje i vitamín K. Při rozdílných kultivačních teplotách se obsah lipidů v membráně zvyšuje. Mezi teplotami 50 a 75 °C se obsah fosfolipidů zvýšil dvakrát a karotenoidů 1,8x. Obsah vitamínu K se nezměnil.
Živí se chemoheterotrofně, oxiduje tedy anorganické látky. Nebyly nalezena žádné zásobní látky glykogenu nebo poly-β-hydroxybutyrátu.
Thermus aquaticus je nutričně nenáročný, jako zdroj uhlíku dokáže utilizovat glukosu, glutamát, acetát, β-hydroxybutyrát, pyruvát nebo glycerol. Jako jediný z rodu dokáže utilizovat i malát. Jako zdroj dusíku může složit glutamát nebo amonné ionty.
Je to obligátní aerob. Ačkoli jeden kmen, konkrétně Thermus aquaticus Y51MC23, je výjimkou a roste anaerobně. Genom tohoto kmene byl sekvenován, obsahuje chromosom o délce 2,15 Mb a čtyři plasmidy o délkách 11, 14, 70 a 79 kb, kóduje přes 2500 proteinů.
Sekvence genomu Thermus parvatiensis ukázala, že obsahuje chromosom o délce 1,87 Mbp a plazmid o délce 143 kbp. Porovnávací studie genomu napříč rodem Thermus na základě sekvenování 16S rRNA a konzervovaných genů (31 a 400) objevila téměř 1200 konzervovaných genů. Genom rodu je tedy zčásti konzervovaný, ale zároveň i variabilní. V genomu se též vyskytují CRISPR místa. Byl nalezen i důkaz o horizontálním přenosu genů, což reflektuje snahu o stálou optimalizaci přizpůsobením se vnějším extrémním podmínkám.
Rozmnožuje se nepohlavně, dělením. 

## Biotechnologické využití
Z bakterie Thermus aquaticus se využívají hlavně enzymy a jejich neobvyklá vlastnost – termostabilita. Objev tohoto mikroorganismu T. Brockem potvrdil důležitost základního výzkumu, Yellowstoneská horká vřídla nebyla zkoumána za účelem získat termostabilní enzymy. Přesto tento objev změnil biotechnologický svět.
Jeden z termostabilních enzymů izolovaných z Thermus aquaticus je např. aminopeptidasa T (AP-T). AP-T odštěpuje aminokyseliny (všechny kromě prolinu) z N-konce peptidů se širokou substrátovou specifitou. Preferuje peptidy obsahují hydrofobní aminokyseliny, jako je leucin, valin nebo fenylalanin. Hydrofobní konce proteinů jsou problémové v potravinářství, způsobují hořkou příchuť potravin. AP-T tyto peptidy, které se vyskytují v trypsinových hydrolyzátech kaseinu, hydrolyzuje, a snižuje tak jejich hořkost.
Ale zřejmě nejvíce užívaný enzym izolovaný z Thermus aquaticus je DNA polymerasa (EC 2.7.7.7). Poprvé byla izolována několik let po objevení této termofilní bakterie. Bylo zjištěno, že její teplotní optimum je 80 °C, nemá fosfodiesterasovou ani jednořetězcovou exonukleasovou aktivitu. Ke své aktivitě potřebuje Mg2+ ionty, za přítomnosti Mn2+ iontů je míra aktivity nižší. Jednomocné ionty do koncentrací 0,1 M její aktivitu neinhibují. Optimální pH je 8,0. Od DNA polymerasy I izolované z Escherichia coli, jejího homologu, ji odlišuje hlavně teplotní optimum, ale i malá velikost.
Termostabilní DNA polymerasa je využívána v polymerázové řetězové reakci (PCR). Tu vymyslel Kary Banks Mullis, dostal revoluční nápad, jak namnožit krátký úsek DNA, který ohraničují vybrané primery, na mnoho kopií. Za tento nápad získal od svého zaměstnavatele odměnu 10 tisíc dolarů, společnost pak tento patent prodala za 300 milionů dolarů. Mullis za nápad na PCR dostal v roce 1993 Nobelovu cenu za chemii. Nápad dostal údajně při cestě autem s partnerkou do svého srubu v severní Kalifornii, když projížděli kolem Yellowstoneského parku.
PCR sestává ze tří kroků, které se opakují dokola, běžný počet opakování je okolo třiceti. Prvním krokem je denaturace DNA, při které dochází k rozvolnění dvouřetězcové šroubovice DNA za teploty vyšší než 90 °C. Ve druhém kroku na rozvolněné vlákno nasedají primery, při teplotě okolo 55 °C. Posledním krokem je elongace vybraného úseku DNA polymerasou, která probíhá při teplotě přes 70 °C. Velkým problém této reakce byl první krok, při kterém teplota dosahuje 90 °C a více. Při této teplotě běžné enzymy denaturují a ztrácí svou biologickou aktivitu. DNA polymerasa tedy musela být v každém cyklu připipetována. Tento problém ale právě vyřešila termostabilní DNA polymerasa z bakterie Thermus aquaticus, Taq polymerasa.
Taq polymerasa má 5´→3´ exonukleasovou aktivitu, ale 3´→5´ exonukleasovou aktivitu postrádá, chybí ji tedy tzv. proofreading a produkty PCR obsahují chyby. Proto se někdy nahrazuje jinými polymerasami, které jsou schopné i proofreadingu.